# Protolestes simonei
Protolestes simonei – gatunek ważki z monotypowej rodziny Protolestidae. Endemit Madagaskaru; znany tylko z okazów typowych, odłowionych w 1955 roku w Mananbato na północno-wschodnim wybrzeżu.